# ウエストランド・エアクラフト
ウェストランド・エアクラフト (Westland Aircraft) はかつて存在したイギリスの航空機製造会社。
1935年に設立されたが、イギリス空軍の連絡機として重用されたライサンダーのような例外はあるものの、その製造する航空機は一般にはあまり成功したとはいえない。第二次世界大戦後にはヘリコプターに事業の中心を移し、いくつかのイギリスの航空機関連企業を吸収して1961年にはウェストランド・ヘリコプター社を設立した。その後2000年にイタリアのアグスタ社と合併し、アグスタ・ウェストランド社となった。

## 歴史

### 設立
ウェストランド・エアクラフト(Westland Aircraft Limited)は、1935年に航空機用エンジンを製造していたペッターズ社 (Petters Limited) が、航空機製造部門として会社を分離させ立ち上げられた。
第二次世界大戦中、ライサンダーやワールウィンドといった軍用航空機を製造したが、とりたてて優れたものとはいえなかった。しかし、サウザンプトンにあるスーパーマリーン社の工場がバトル・オブ・ブリテンで破壊されてからは、戦争中のほとんどにわたってスピットファイアの生産に使われ、他のどの会社よりも多くのスピットファイアを生産した。

### ヘリコプター製造への転換
戦争が終わると、シコースキー社のS-51のライセンス生産からヘリコプター事業を始め、やがて固定翼機から撤退してヘリコプターのみに専心することを決めた。
このウェストランド製S-51はドラゴンフライ (en:Westland Dragonfly) と呼ばれ、1948年に初飛行。ドラゴンフライは、イギリス海軍およびイギリス空軍で1953年に就役した。ドラゴンフライは成功を収め、同じくS-55のライセンス生産版ワールウィンドや、ターボシャフト・エンジンを搭載したS-58 ウェセックスでも成功は繰り返された。
1959年から1961年にかけて、イギリス政府は20社前後あった航空機製造会社を3つのグループに再編した。ブリティッシュ・エアクラフト・コーポレーション、ホーカー・シドレー・グループの2社が固定翼機を扱い、ヘリコプター関連のブリストル、フェアリー、そしてサンダース・ローはウェストランドと合併し、ウェストランド・ヘリコプターとなった（1961年）。
シコースキー社のライセンスによるシーキングやベル・エアクラフト社のライセンスによるスーなどの生産を行うと同時に、独自設計によるスカウトやその海軍版であるワスプを生産し、これらはイギリス空軍やイギリス海軍に採用された。

### アエロスパシアルとの協力関係
1960年代後半になると、フランスのアエロスパシアル社との協力関係を開始。この関係からは3種の新しいヘリコプター、すなわちピューマ、ガゼル、そしてリンクスが生まれた。これらのうち、リンクスは主にウェストランドによって設計された。

### ヨーロッパ兵器産業の再編とウェストランド
イギリス政府からの大きな支援にもかかわらず、経営は徐々に不採算に陥り、1985年にはシコースキーから財政支援が申し入れられた。この申し出は、イギリス唯一のヘリコプター製造企業をめぐっての内閣の分裂を招き、1986年1月には当時の国防相マイケル・ヘーゼルタインが辞職するに至った。
後にウェストランド事件として知られるようになるこの一件は、ウェストランドをヨーロッパの企業であり続けさせるのか、それともアメリカの企業の傘下にしてしまうのかをめぐる対立であった。

## 主な製品

### 固定翼機
- N.1B
- ワグテイル
- ウィーゼル
- リムジン (en)
- ウォーラス (en)
- ドレッドノート
- ウッドピジョン
- ウィジョン
- ヨーヴィル
- ウィザード
- ウエストバリー
- ワピチ (en)
- ウィッチ
- プテロダクティル (en)
- インターセプター
- ウェセックス (en)
- ガンファイター (en)
- ウォレス (en)
- PV-3
- PV-7
- F.7/30
- ライサンダー
- ワールウィンド
- ウェルキン
- ワイヴァーン

### ヘリコプター
シコルスキー社（アメリカ）のライセンス生産
- ドラゴンフライ (Dragonfly)
- ワールウィンド
- ウェセックス
- シーキング

ベル社（アメリカ）のライセンス生産
- スー

アエロスパシアル社（フランス）のライセンス生産
- ピューマ
- ガゼル

ヒューズ社（アメリカ）のライセンス生産
- アパッチ

ボーイング社（アメリカ）との共同開発
- WAH-64 アパッチ

自社開発
- ウィジョン (Widgeon)
- ウェストミンスター
- スカウト
- ワスプ
- リンクス
- ウェストランド 30
- マーリン